# Station Czerniewice
Station Czerniewice is een spoorwegstation in de Poolse plaats Czerniewice.